# The Strategy of Ann
The Strategy of Ann  è un cortometraggio muto del 1911 diretto da George D. Baker.
È uno dei primi film (il decimo) di James Morrison che esordisce quell'anno sullo schermo e gira, nel solo 1911, diciotto pellicole.

## Produzione
Il film fu prodotto dalla Vitagraph Company of America.

## Distribuzione
Distribuito dalla General Film Company, il film - un cortometraggio in una bobina - uscì nelle sale cinematografiche statunitensi il 29 luglio 1911.